# Парламентские выборы в Польше (1991)
Парламентские выборы в Польше 1991 года состоялись 27 октября. В них приняли участие большинство политических партий Польши. Первое место по итогам выборов получила Демократическая уния, центристская коалиция во главе с Тадеушем Мазовецким, одним из лидеров «Солидарности» и первым послекоммунистическим премьер-министром Польши (1989—1991), 2-е место место заняла левоцентристская коалиция Союз демократических левых сил во главе с экс-коммунистами из Социал-демократии Республики Польша.
С проведением данных выборов посткоммунистическая трансформация политического строя в Польше окончательно завершилась.

## Результаты выборов

### Сейм
| Партия                              | Голосов   | Доля голосов | Мест получено |
| Демократическая уния                | 1 382 051 | 12,3 %       | 62            |
| Союз демократических левых сил      | 1 344 820 | 12 %         | 60            |
| Избирательная Католическая Акция    | 980 304   | 8,7 %        | 49            |
| Соглашение гражданского центра      |           | 8,7 %        | 44            |
| Польская крестьянская партия        |           | 8,7 %        | 48            |
| Конфедерация независимой Польши     |           | 7,5 %        | 46            |
| Либерально-демократический конгресс |           | 7,5 %        | 37            |
| Крестьянское соглашение             |           | 5,5 %        | 28            |
| Солидарность                        |           | 5,1 %        | 27            |
| Польская партия любителей пива      |           | 3,3 %        | 16            |
| Христианская демократия             |           | 2,4 %        | 5             |
| Уния реальной политики              |           | 2,3 %        | 3             |
| Солидарность труда                  |           | 2,1 %        | 4             |
| Демократическая партия              |           | 1,4 %        | 1             |
| Немецкое меньшинство                |           | 1,2 %        | 7             |
| Партия христианских демократов      |           | 1,1 %        | 4             |
| Прочие партии                       |           | 10,2 %       | 19            |
| Всего                               | 100 %     | 460          |               |

### Сенат
| Партия                              | Доля голосов | Мест получено |
| Демократическая уния                | 32,8 %       | 21            |
| Союз демократических левых сил      | 21,2 %       | 4             |
| Избирательная Католическая Акция    | 17,4 %       | 9             |
| Соглашение гражданские центра       | 18 %         | 9             |
| Польская крестьянская партия        | 14,7 %       | 7             |
| Конфедерация независимой Польши     | 9,3 %        | 4             |
| Либерально-демократический конгресс | 13,1 %       | 6             |
| Народное соглашение                 | 6,3 %        | 5             |
| Солидарность                        | 19,3 %       | 11            |
| Польская партия любителей пива      | —            | —             |
| Христианская демократия             | —            | —             |
| Уния реальной политики              | 2,2 %        | 0             |
| Солидарность труда                  | —            | —             |
| Демократическая партия              | 4 %          | 0             |
| Немецкое меньшинство                | —            | —             |
| Партия христианских демократов      | 4,4 %        | 3             |
| Прочие партии                       | 3,6 %        | 0             |
| Всего                               | 100 %        | 100           |

## После выборов
Формальным победителям из Демократической унии не удалось сформировать правительство, более того, они даже не вошли в новый кабинет. В условиях высокой фрагментации парламента (в Сейм прошли 29 политических партий, в Сенат — 22) Ян Ольшевский (Соглашение Центра) смог создать правительство меньшинства вместе с Народной христианской партией, Христианским национальным союзом и ПНП — Народное соглашение при условной поддержке со стороны Польской крестьянской партии, списка «Солидарности» и других второстепенных партий